# DOUBLE (漫畫)
《DOUBLE》是野田彩子所創作的日本漫畫，由2019年1月11日起於漫畫網站上連載。改編真人電視劇由2022年6月4日至8月6日於WOWOW播映，千葉雄大、永山絢斗雙人主演。

## 出版列表
| 集數 | 發售日         | ISBN                   |
| ---- | -------------- | ---------------------- |
| 1    | 2019年6月14日  | ISBN 978-4-86468-652-5 |
| 2    | 2020年3月14日  | ISBN 978-4-86468-708-9 |
| 3    | 2020年10月14日 | ISBN 978-4-86468-759-1 |
| 4    | 2021年5月13日  | ISBN 978-4-86468-806-2 |
| 5    | 2023年12月14日 | ISBN 978-4-86468-222-0 |

## 電視劇

### 演員列表
- 寶田多家良：千葉雄大
- 鴨島友仁：永山絢斗
- 冷田一惠：櫻庭奈奈美
- 轟九十九：堀井新太
- 今切愛姬：工藤遙
- 水野英雄：板橋駿谷
- ：前野朋哉
- 永田信也：水間龍
- 神野美波：中山忍
- 社長：橋本潤
- 岐華江：神野三鈴
- 黑津壯市：津田寬治

## 外部連結
- 漫畫連載網站（日語）
- 電視劇官方網站（日語）